# Pseudagrion vakoanae
Pseudagrion vakoanae – gatunek ważki z rodziny łątkowatych (Coenagrionidae). Znany tylko z okazu typowego – samca odłowionego w styczniu 1958 roku w południowej części Madagaskaru, na terenie obecnego Parku Narodowego Andringitra, na wysokości 1530 m n.p.m.